# Municipio de Wade (condado de Clinton)
El municipio de Wade (en inglés: Wade Township) es un municipio ubicado en el condado de Clinton en el estado estadounidense de Illinois. En el año 2010 tenía una población de 1717 habitantes y una densidad poblacional de 22,94 personas por km².

## Geografía
El municipio de Wade se encuentra ubicado en las coordenadas 38°36′34″N 89°26′9″O / 38.60944, -89.43583. Según la Oficina del Censo de los Estados Unidos, el municipio tiene una superficie total de 74.86 km², de la cual 74,81 km² corresponden a tierra firme y (0,06 %) 0,04 km² es agua.

## Demografía
Según el censo de 2010, había 1717 personas residiendo en el municipio de Wade. La densidad de población era de 22,94 hab./km². De los 1717 habitantes, el municipio de Wade estaba compuesto por el 96,21 % blancos, el 1,16 % eran afroamericanos, el 0,47 % eran amerindios, el 0,29 % eran asiáticos, el 0,7 % eran de otras razas y el 1,16 % eran de una mezcla de razas. Del total de la población el 3,67 % eran hispanos o latinos de cualquier raza.